# EU Code of Conduct for Data Centres
Este Código de conducta se creó en respuesta al aumento del consumo de energía en los centros de datos y la necesidad de reducir los impactos relacionados con la seguridad ambiental, económica y de suministro de energía. El objetivo es informar y estimular a los operadores y propietarios de centros de datos para reducir el consumo de energía de una manera rentable sin obstaculizar la función de misión crítica de los centros de datos. El Código de conducta tiene como objetivo lograr esto al mejorar la comprensión de la demanda de energía dentro del centro de datos, crear conciencia y recomendar mejores prácticas y objetivos de eficiencia energética.
Este Código de conducta es una iniciativa voluntaria dirigida a reunir a las partes interesadas, incluida la coordinación de otras actividades similares por parte de fabricantes, proveedores, consultores y servicios públicos. Se espera que las partes que se suscriban sigan la intención de este Código de conducta y apoyen una serie de compromisos acordados.
El Código de conducta europeo para centros de datos se lanzó en 2008 con el objetivo de mejorar la eficiencia energética en los centros de datos, un sector de creciente consumo de energía (se prevé que alcance los 100 TWh en el año 2020). El Código de conducta es una iniciativa voluntaria, gestionada por el JRC, que establece estándares voluntarios ambiciosos para las empresas que deseen participar (Participantes). El Código de conducta identifica y se centra en los problemas clave y las soluciones acordadas, que se describen en el documento de Mejores prácticas. Además de los Participantes, las empresas (Proveedores, consultores, asociaciones de la industria) también pueden promover el Código de conducta para sus clientes. Estas empresas son reconocidas como Endorsers.
Los participantes que reducen significativamente su consumo de energía son elegibles para los Premios anuales del Código de Conducta de los Centros de Datos de la UE.Información tomada desde ec.europa.eu
- Datos: Q60970634